# Astolpho
Astolfo (también Astolpho) es el nombre derivado de un personaje ficticio recurrente en varias obras de la literatura caballeresca. En la materia de Francia es uno de los paladines de Carlomagno. Es hijo de Otto, el rey de Inglaterra (posiblemente refiriéndose a Offa de Mercia, contemporáneo de Carlomagno), y primo de Roldán y Rinaldo. Si bien el nombre Astolfo apareció por primera vez en el cantar de gesta escrito en francés medieval Los cuatro hijos de Aymón, su primera aparición importante fue en el poema épico franco-veneciano anónimo de principios del siglo XIV La Prise de Pampelune. Posteriormente fue un personaje principal (típicamente humorístico) en las épicas románticas del renacimiento italiano, como Morgante de Luigi Pulci, Orlando Innamorato de Matteo Maria Boiardo y Orlando Furioso de Ludovico Ariosto.

## Astolfo enOrlando Furioso
Cuando se presenta por primera vez, el duque Astolfo se encuentra atrapado en la forma de un árbol de mirto por medio de la hechicera malvada Alcina. Cuando Ruggiero intenta atar su hipogrifo al desafortunado personaje, Astolfo protesta, lamentando su destino. Aunque los dos conversan largamente, Ruggiero no tiene en cuenta los consejos del duque para evitar a Alcina y pronto también se ve hechizado. Ambos son, sin embargo, rescatados y devueltos a la normalidad por Melissa, la hechicera buena.
Astolfo posee varios elementos mágicos que emplea a lo largo de sus aventuras. Su lanza mágica puede derribar a sus oponentes de sus caballos con el menor toque, y su libro de magia contiene hechizos capaces de romper cualquier encantamiento. También posee un cuerno mágico cuyo sonido es tan fuerte que hace que todos los enemigos huyan aterrorizados y monta en un caballo llamado Rabicano. Este caballo mágico está hecho de huracanes y llamas, se alimenta del aire y pisa tan suavemente que no deja huellas en la arena, y cuando corre a toda velocidad puede correr más rápido que una flecha.
Astolfo usa su cuerno mágico para capturar al gigante Caligorante, y luego le hace desfilar de ciudad en ciudad, forzándolo a actuar como su bestia de carga. También derrota a Orillo, un ladrón que no podía ser asesinado porque estaba hechizado para regenerarse de las heridas que recibía; incluso las extremidades cortadas se volvían a unir. Astolfo le presta su lanza de oro y Rabicano a Bradamante por un corto tiempo mientras viaja en el hipogrifo en busca de la inteligencia perdida de Orlando.
Astolfo viaja a Etiopía donde se encuentra con el Senapo (Preste Juan), el emperador de esa tierra. En una situación obviamente inspirada en la historia de Fineo y los Argonautas, el Senapo es ciego y está plagado de arpías que lo atacan cada vez que intenta comer, derraman los vasos y ensucian la comida. Astolfo sopla su cuerno y persigue a las arpías a través de la entrada al infierno, y las sella adentro. Después lleva el hipogrifo a la cima de la montaña del Paraíso Terrestre, donde se encuentra con el Apóstol San Juan, quien le explica cómo podría devolver a Orlando sus sentidos. Vuela en el carro en llamas de Elías a la Luna, donde terminan todas las cosas que se pierden en la Tierra, y guarda el ingenio de Orlando en una botella. Hecho esto, regresa a la tierra y gana la ayuda del Senapo en la defensa de París de los invasores sarracenos.

## En la cultura popular
Existe un personaje llamado Astolfo en el videojuego Fire Emblem: The Binding Blade. Es un espía para la marcha de Ostia en la nación de Lycia.
Astolfo aparece como un personaje en Fate/Apocrypha (como servant de la clase Rider), una serie de novelas ligeras japonesas pertenecientes a la saga Fate, lanzada por primera vez en 2012. El personaje de Astolfo se basa únicamente en su biografía "original", su personalidad no tiene ninguna relación con el material original. Astolfo es retratado como un chico andrógino de elegante vestimenta. Posteriormente aparecería en otras entregas de la saga como Fate/Grand Order o Fate/Extella Link.